# Пиндра
Пиндра — река на полуострове Камчатка в России. Протекает по территории Усть-Камчатского района Камчатского края. Длина реки — 18 км.
Начинается в лесистой местности. Течёт в юго-восточном направлении среди берёзово-лиственничных лесов. В низовьях протекает через болота. Впадает в реку Камчатка слева на расстоянии 202 км от её устья напротив острова Рыжий.
По данным государственного водного реестра России относится к Анадыро-Колымскому бассейновому округу.
- Код водного объекта — 19070000112120000015981[3].